# Svir (köping)
Svir (vitryska: Свір) är en köping i Vitryssland.   Den ligger i voblasten Minsks voblast, i den nordvästra delen av landet, 130 km nordväst om huvudstaden Horad Mіnsk. Svir ligger 153 meter över havet och antalet invånare är 909. Den ligger vid sjön Vozera Svir.

## Natur och klimat
Terrängen runt Svir är platt. Runt Svіr är det glesbefolkat, med 19 invånare per kvadratkilometer.. Närmaste större samhälle är Vіsjneva, 17,7 km sydost om Svir. 
Omgivningarna runt Svіr är en mosaik av jordbruksmark och naturlig växtlighet. Inlandsklimat råder i trakten. Årsmedeltemperaturen i trakten är 4 °C. Den varmaste månaden är juli, då medeltemperaturen är 18 °C, och den kallaste är februari, med −12 °C.